# Come an' Get It
| 전문가 평가                      | 전문가 평가 |
| 평가 점수                        | 평가 점수   |
| 출처                             | 점수        |
| -------------------------------- | ----------- |
| AllMusic                         | [ 1 ]       |
| Collector's Guide to Heavy Metal | 7/10        |

《Come an' Get It》은 1981년 4월 6일에 발매된 영국의 하드 록 밴드 화이트스네이크의 네 번째 스튜디오 음반이다. 이 음반은 당시 화이트스네이크가 영국에서 가장 많이 발매한 음반으로, 애덤 앤 디 앤츠의 《Kings of the Wild Frontier》에 의해 2위를 기록하여 1위를 차지하지 못했다.
〈Don't Break My Heart Again〉과 〈Would I Lie to You〉는 싱글로 발매되었는데, 이 싱글은 전 영국 톱 20이 되었다.
이 음반은 1988년 4월 8일, 영국에서 CD 형식으로 재발매되었다. 2007년에는 EMI에 의해 리마스터되어 주로 러프 믹스로 구성된 6개의 보너스 트랙이 추가되었다.

## 커버 아트
《Come an' Get It》의 커버 아트는 영국의 아티스트 맬컴 호턴이 디자인하고 제작하였다. 호턴은 당시 화이트스네이크의 로드 매니저였던 존 워드로부터 연락을 받았는데, 그는 과거의 지인이기도 했다. 워드는 밴드가 EMI가 제안한 음반 커버 아이디어들에 만족하지 못하고 있다며, 호턴의 참여를 제안했다. 최종 커버 아트는 앞면에 유리 사과 안에 갇힌 흰 뱀을 묘사하고 있으며, 뒷면에는 깨진 유리 사과가 그려져 있어 유혹 또는 욕망의 힘이 지나치게 강해진 결과를 상징한다. 뱀의 벌어진 입에서는 혀가 보이는데, 이는 여성의 성기를 연상시키도록 그려져 있다. 호턴은 이 음반의 "노골적인" 커버 아트에 대해 다음과 같이 언급한 바 있다.
사람들이 항상 묻는 것 중 하나가 바로 뱀의 입입니다. 당시엔 어떻게 말해야 할지 모르겠지만, "성적인 요소"를 넣는 것이 옳게 느껴졌어요. 처음엔 이걸 사람들이 어떻게 받아들일지, 괜찮을지 걱정도 됐죠. 하지만 《Come an' Get It》이라는 제목, 사과, 유혹, 매혹이라는 모든 요소들을 생각했을 때, 다 잘 어우러진다고 느꼈습니다. 다행히도 그게 잘 먹혀들었고, 작품에 강렬한 느낌을 더해줬죠. 그런데 미국 시장에서는 다르게 받아들였는지, 그 입 부분이 에어브러시로 지워졌다고 하더군요!!

다만 이 커버는 밴드의 두 번째 음반인 《Lovehunter》 (1979년)의 악명 높은 커버 아트만큼 큰 논란을 불러일으키지는 않았다. 2007년 EMI 재발매반에서는 뱀의 입 부분이 일반적인 뱀의 혀처럼 보이도록 재디자인되었다.

## 상업적 성과
《Come an' Get It》은 발매 당시 영국 차트에서 2위로 데뷔하며 밴드의 자국 내 디스코그래피 가운데 가장 높은 순위로 진입한 음반이었으나, 애덤 앤 디 앤츠의 《Kings of the Wild Frontier》에 밀려 정상 등극에는 실패했다. 이 음반은 이후 총 23주간 차트에 머물렀다. 《Come an' Get It》은 총 7개국에서 차트에 진입했으며, 핀란드에서 3위, 독일에서 20위, 일본에서 41위, 노르웨이에서 26위, 스웨덴에서 24위를 기록했다. 미국에서는 빌보드 200 차트에 151위로 진입하였고 총 6주간 머무는 데 그쳤다. 이는 1980년에 발매된 전작 《Ready an' Willing》이 당시 총 16주간 차트에 머물렀던 데 비해 상대적으로 저조한 성과였다.
이 음반은 1981년 4월 27일에 영국 축음기 협회로부터 실버 인증을 받았으며, 같은 해 9월 16일에는 골드 인증을 획득하였다. 이후 누적 판매량 30만 장을 기록하며 플래티넘 인증에 도달하였다. 또한 1981년에는 일본레코드협회로부터 골드 인증을 받았다.

## 곡 목록
| #  | 제목                           | 작사·작곡                                                  | 재생 시간 |
| -- | ------------------------------ | ---------------------------------------------------------- | --------- |
| 1. | 〈Come an' Get It〉            | 데이비드 커버데일                                          | 3:59      |
| 2. | 〈Hot Stuff〉                  | 커버데일, 미키 무디                                        | 3:22      |
| 3. | 〈Don't Break My Heart Again〉 | 커버데일                                                   | 4:03      |
| 4. | 〈Lonely Days, Lonely Nights〉 | 커버데일                                                   | 4:16      |
| 5. | 〈Wine, Women an' Song〉       | 커버데일, 무디, 버니 마즈든, 닐 머리, 존 로드, 이언 페이스 | 3:45      |

| #   | 제목                   | 작사·작곡              | 재생 시간 |
| --- | ---------------------- | ---------------------- | --------- |
| 6.  | 〈Child of Babylon〉   | 커버데일, 마즈든       | 4:48      |
| 7.  | 〈Would I Lie to You〉 | 커버데일, 무디, 마즈든 | 4:29      |
| 8.  | 〈Girl〉               | 커버데일, 마즈든, 머리 | 3:55      |
| 9.  | 〈Hit an' Run〉        | 커버데일, 무디, 마즈든 | 3:23      |
| 10. | 〈Till the Day I Die〉 | 커버데일               | 4:23      |

## 참여 인원
화이트스네이크
- 데이비드 커버데일 - 보컬
- 미키 무디 - 기타, 백 보컬
- 버니 마즈든 - 기타, 백 보컬
- 존 로드 - 키보드
- 닐 머리 - 베이스
- 이언 페이스 - 드럼

제작
- 마틴 버치 - 프로듀서, 엔지니어, 믹싱

## 인증
| 국가                       | 인증 | 판매량/출하량 |
| -------------------------- | ---- | ------------- |
| 일본 (RIAJ)                | 골드 | 100,000^      |
| 영국 (BPI)                 | 골드 | 100,000^      |
| ^출하량을 기반으로 한 인증 |      |               |